# 17, rue Bleue
Pour les articles homonymes, voir Rue Bleue.
Pour plus de détails, voir Fiche technique et Distribution.
17, rue Bleue est un film français réalisé par Chad Chenouga sorti en 2001.

## Synopsis
Cinq ans après sa fuite d’Algérie en 1967, Adda vit à Paris avec ses deux enfants et ses deux sœurs. Elle entretient une relation amoureuse avec un patron qui assure une situation confortable à l'ensemble de la famille et qui décède soudainement. Cet événement va faire basculer leur destin.

## Fiche technique
- Titre : 17, rue Bleue
- Réalisation : Chad Chenouga
- Scénario : Philippe Donzelot, Dominique Golfier, Chad Chenouga
- Directeur de la photographie : Éric Guichard
- Musique : Chad Chenouga, Ahmet Gulbay
- Montage : Marie-France Cuenot
- Directeur de Production : Mat Troi Day
- Sociétés de production : Arte France Cinéma, BFC Productions, Quo Vadis Cinéma
- Genre : comédie dramatique
- Durée : 95 minutes
- Date de sortie : 
  - France : 21 novembre 2001

## Distribution
- Lysiane Meis : Adda
- Abdel Halis : Chad, adolescent
- Aimen Ben Ahmed : Samir, adolescent
- Nassim Sakhoui : Chad, enfant
- Sofiane Abramovitz : Samir, enfant
- Saïda Jawad : Leila
- Rania Meziani : Yasmine